# 11245 Гансдерейк
11245 Гансдерейк (11245 Hansderijk) — астероїд головного поясу, відкритий 16 жовтня 1977 року.
Тіссеранів параметр щодо Юпітера — 3,495.